# Таборівка
Табо́рівка — село в Україні, у Бузькій сільській громаді Вознесенського району Миколаївської області. Населення становить 1800 осіб.

## Населення

### Мова
Розподіл населення за рідною мовою за даними перепису 2001 року:
| Мова            | Кількість | Відсоток |
| --------------- | --------- | -------- |
| українська      | 1681      | 91.41%   |
| російська       | 100       | 5.44%    |
| румунська       | 27        | 1.47%    |
| циганська       | 27        | 1.47%    |
| білоруська      | 1         | 0.05%    |
| болгарська      | 1         | 0.05%    |
| інші/не вказали | 1         | 0.11%    |
| Усього          | 1839      | 100%     |